# 章百家
章百家（1948年1月15日—），浙江三门人，汉族，中华人民共和国政治人物、第十一届全国人民代表大会黑龙江地区代表。
毕业于中国社会科学院研究生院近代史系中华民国史专业，是中共党员。2008年，担任十一届全国人大法律委员会委员，中央党史研究室副主任。